# Uhbイブニングニュース
『FNN uhbイブニングニュース』（ユーエイチビーイブニングニュース）は、1984年10月1日から1988年3月31日（土曜版は3月26日）まで北海道文化放送で放送された夕方の北海道向けローカルワイドニュース番組（協力：北海道新聞）。『FNNスーパータイム』の北海道での改題タイトルである。

## 概要
記事の便宜上、『FNN uhbイブニングニュース』としたが、正式タイトルは『FNNイブニングニュース』で、タイトルロゴ内にUHBのロゴは何処にも付いていなかった。JNNの『イブニングニュース』とは無関係である。なお、タイトルロゴの下には「協力 北海道新聞」が付されていた。
キャスターは、この番組の前身である『テレビ道新6:30』から引き続き錦織俊一（にしごおり しゅんいち、北海道新聞編集委員）が務めた。
番組は、タイトルロゴ → 提供クレジット（ナショナルセールス分）の表示後にUHBのスタジオからの映像で始まっていた。キャスターの錦織による挨拶・コメントの後には、フジテレビのスタジオからの映像に切り替わり、『スーパータイム』のヘッドラインが流されていた。
放送終了後には天気予報は平日版も土曜版も別番組扱いとし、本番組の終了から5分間（18:55 - 19:00（土曜のみ18:25 - 18:30））放送されていた。
1988年4月1日からは『uhbスーパータイム』に引き継がれる。

## ニュースキャスター

### 月曜日 - 金曜日
- 錦織俊一[1][2][3][4]

### 土曜日
- シフト勤務

## 放送時間

### 平日
- 月曜日 - 金曜日 18:00 - 18:54（1984年10月1日 - 1988年3月31日）

### 土曜日
- 土曜日 18:00 - 18:30（1985年4月6日 - 1988年3月26日）